# Sarbinowo (Dębno)
Pour les articles homonymes, voir Sarbinowo.
Sarbinovo (autrefois Zorndorf) est un village de la voïvodie de Poméranie-Occidentale en Pologne, rattaché à la commune de Dębno dans le Powiat de Myślibórz.

## Géographie
Ce village de la Nouvelle Marche de Brandebourg s'étend à 64 m d'altitude.
Les villages voisins sont ceux de Krześnica, trois kilomètres à l'est, et Suchlice, à deux kilomètres au nord. La mairie est la ville de Dębno, à 9 kilomètres environ au nord de Sarbinovo. La frontière germano-polonaise, qui coïncide avec l’Oder, n'est qu'à dix kilomètres au sud du village.

## Histoire

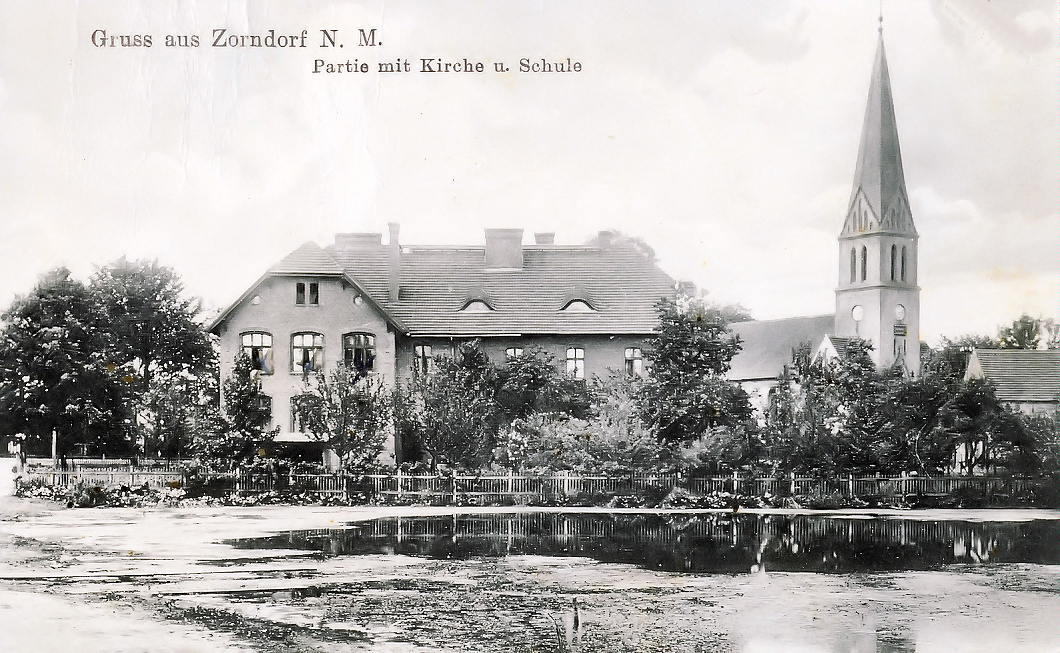
L'église de Zorndorf et, au premier plan, l'école.

Ce village est mentionné pour la première fois en 1262, sous le nom de Zorbamstorp. Par contraction et apophonie, ce nom très vraisemblablement d'origine sorabe a évolué en 1335 vers Tzorbensdorf. L'instabilité orthographique fait qu'on retient la graphie Czorbendorf de 1337. Dans les documents de 1400, on trouve une transcription très proche : Czorbindorff. Au fil des ans, le b a mué en un n, faisant de Czorbindorff : « Tzornendorff » (1451). Puis en 1460 on trouve Zornendorff et enfin en 1758 la transcription « prussienne » Zorndorf. 
Au cours de la guerre de Sept Ans, le 25 août 1758, Frédéric II y a livré une dure bataille aux Russes.
De 1815 à 1945, Zorndorf fait partie de l'arrondissement de Custrin puis à partir de 1836 de l'arrondissement de Königsberg-en-Nouvelle-Marche (de) dans le district de Francfort au sein de la province de Brandebourg.

Depuis 1945, Zorndorf a été annexée à la Pologne, ses habitants germanophones expulsés et la ville s'appelle Sarbinovo. 
À 4 kilomètres au sud environ, non loin de la route DK 31 (de) se trouve le Fort de Zorndorf (pl), qui constituait l'un des quatre avant-postes de l'ancienne forteresse de Custrin.